# Sigurd Eek
Sigurd Eek (3 ottobre 1903 – 31 dicembre 1977) è stato un calciatore norvegese, di ruolo centrocampista.

## Carriera

### Club
Eek giocò con la maglia dell'Odd.

### Nazionale
Conta una presenza per la Norvegia. Il 21 settembre 1924, infatti, fu in campo nella sconfitta per 6-1 contro la Svezia.

## Palmarès

### Club

#### Competizioni nazionali
- Coppa di Norvegia: 3

Odd: 1922, 1924, 1926